# Palpimanus persicus
Palpimanus persicus – gatunek pająka z rodziny Palpimanidae. Zamieszkuje Iran.

## Taksonomia
Gatunek ten opisany został po raz pierwszy w 2021 roku przez Alirezę Zamaniego i Jurija Marusika na łamach „ZooKeys”. Opisu dokonano na podstawie materiału odłowionego w 1972 i 1974 roku. Jako lokalizację typową wskazano okolice Bandar-e Abbas w irańskim ostanie Hormozgan. Epitet gatunkowy pochodzi od historycznej Persji.

## Morfologia i zasięg
Samce osiągają 5,2 mm długości ciała przy karapaksie długości 2,6 mm i szerokości 2 mm, natomiast samice osiągają 6,6 mm długości ciała przy karapaksie długości 3 mm i szerokości 2,3 mm. Karapaks, szczękoczułki, warga dolna, szczęki i sternum są ciemnorude i porośnięte białymi szczecinkami. Odnóża pozbawione są obrączkowania; pierwsza ich para jest ciemnopomarańczowa, pozostałe zaś żółtawobrązowe. Kolejność par odnóży od najdłuższej do najkrótszej to: I, IV, II, III. Wszystkie stopy z wyjątkiem tych pierwszej pary oraz wszystkie nadstopia mają na spodnich stronach kępki włosków. Opistosoma (odwłok) jest kremowo ubarwiona, porośnięta rozproszonymi, ciemnymi szczecinkami. U samicy na części opistosomy leżącej za bruzdą epigastryczną występują trzy pary skutuli. U samca zaopatrzona jest ona w skutum brzuszne oraz cztery skutule – dwie podłużne, umieszczone pod skosem i dwie kropkowate. Ubarwienie kądziołków przędnych jest jednolite.
Genitalia samicy odznaczają się otworem kopulacyjnym w widoku brzusznym łukowatym, a w widoku tylnym kwadratowym. Słabo zesklerotyzowane endogyne ma około 3,5 raza dłuższe niż szerokie zbiorniki nasienne podzielone na niemal kulistą część przednią i walcowatą część tylną o zbliżonych długościach. Części tylne zbiorników zbiegają się. Występuje pięć par gruczołów groniastych, natomiast brak jest porów gruczołowych i gruczołów dodatkowych.
Nogogłaszczki samca  mają nabrzmiałe, tak szerokie jak długie golenie oraz 1,6 raza dłuższe niż szerokie cymbium. Szeroki, niezwężający się, pozbawiony zaostrzenia na wierzchołku trzonek embolusa bierze początek w proksymalnej części bulbusa.
Gatunek palearktyczny, znany jest tylko z ostanu Hormozgan w Iranie.